# Communauté intercommunale du Nord de La Réunion
La communauté intercommunale du nord de La Réunion (CINOR) est une communauté d'agglomération française, située dans le département français d'outre-mer de La Réunion.  La ville la plus peuplée de la CINOR est Saint-Denis, chef-lieu du département de La Réunion.

## Historique
La communauté intercommunale du nord de La Réunion est créée le 1er janvier 2001. Elle succède à une communauté de communes couvrant le même territoire créée le 22 octobre 1997.

## Territoire communautaire

### Géographie
Elle est située au nord de La Réunion, s'étendant depuis le littoral jusqu'au sommet des montagnes.

### Composition
La communauté d'agglomération est composée des 3 communes suivantes :

| Nom                 | Code Insee | Gentilé          | Superficie (km2) | Population (dernière pop. légale) | Densité (hab./km2) |
| ------------------- | ---------- | ---------------- | ---------------- | --------------------------------- | ------------------ |
| Saint-Denis (siège) | 97411      | Dionysiens       | 142,79           | 156 149 (2022)                    | 1 094              |
| Sainte-Marie        | 97418      | Sainte-Mariens   | 87,21            | 35 584 (2022)                     | 408                |
| Sainte-Suzanne      | 97420      | Sainte-Suzannois | 57,84            | 24 855 (2022)                     | 430                |

### Démographie
Elle est la structure de coopération intercommunale la plus peuplée de La Réunion après le territoire de la Côte Ouest.
| 1968    | 1975    | 1982    | 1990    | 1999    | 2010    | 2015    | 2021    |
| ------- | ------- | ------- | ------- | ------- | ------- | ------- | ------- |
| 110 962 | 132 062 | 139 519 | 156 852 | 176 283 | 197 394 | 202 993 | 213 402 |

## Administration

### Siège
Le siège de la communauté d'agglomération est situé à Sainte-Clotilde, commune de Saint-Denis.

### Les élus
Le conseil communautaire de la communauté d'agglomération se compose de 64 conseillers, représentant chacune des communes membres et élus pour une durée de six ans.
Ils sont répartis comme suit :
| Nombre de conseillers | Communes       |
| --------------------- | -------------- |
| 32                    | Saint-Denis    |
| 19                    | Sainte-Marie   |
| 13                    | Sainte-Suzanne |

### Présidence
Elle est gérée depuis sa création sous le régime de la présidence tournante.
| Période      | Période      | Identité             | Étiquette   | Qualité                                           |
| ------------ | ------------ | -------------------- | ----------- | ------------------------------------------------- |
| janvier 2000 | 2002         | Maurice Gironcel     | PCR         | Maire de Sainte-Suzanne (1993 → 2009)             |
| 2002         | juillet 2004 | René-Paul Victoria   | UMP         | Maire de Saint-Denis (2001 → 2008)                |
| juillet 2004 | juillet 2006 | Jean-Louis Lagourgue | DVD         | Maire de Sainte-Marie (1990 → 2018)               |
| juillet 2006 | juillet 2008 | Maurice Gironcel     | PCR         | Maire de Sainte-Suzanne (1993 → 2009)             |
| juillet 2008 | juillet 2010 | Ericka Bareigts      | PS          | 2e adjointe au maire de Saint-Denis (2008 → 2012) |
| juillet 2010 | juillet 2012 | Jean-Louis Lagourgue | NC          | Maire de Sainte-Marie (1990 → 2018)               |
| juillet 2012 | juillet 2014 | Maurice Gironcel     | PCR         | Maire de Sainte-Suzanne (2012 → )                 |
| juillet 2014 | juillet 2020 | Gérald Maillot       | PS puis DVG | 3e adjoint au maire de Saint-Denis                |
| juillet 2020 | En cours     | Maurice Gironcel     | PCR         | Maire de Sainte-Suzanne (2012 → )                 |

### Régime fiscal et budget
Le régime fiscal de la communauté d'agglomération est la fiscalité professionnelle unique (FPU).